# Де ла Пенья, Хосе Энрике
Хосе́ Энри́ке де ла Пе́нья (исп. José Enrique de la Peña, 1807—1840 или 1841) — подполковник мексиканской армии. Под командованием генерала (и президента Мексики) Антонио Лопеса де Санта-Анны участвовал битве за Аламо, в период Техасской революции. Впоследствии написал книгу с воспоминаниями об этих событиях. Опубликованная в США в 1975 году, вызвала значительный резонанс в среде историков и исследователей. В первую очередь из-за спорных версий гибели основных американских героев обороны миссии Аламо.

## Жизнь
Родился в мексиканском штате Халиско в 1807 году. После получения профессии горного инженера, в 1825 году вступил кадетом первого ранга в мексиканский флот. Спустя два года ему было присвоено звание младшего лейтенанта, и в 1827 году, он отправил прошение на назначение в мексиканское дипломатическое представительство в Европе. В этом назначении ему было отказано. В период с июля по ноябрь 1828 года под псевдонимом Мореман написал несколько статей для местной газеты «El Sol». Главнокомандующий военно-морских сил Мексики, уроженец США — Дэвид Портер подверг эти статьи резкой критике. Позднее, в том же году, отправился к месту службы — в Веракрус. Во время поездки он повстречал Антонио Лопеса де Санта-Анну, командующего войсками штата. От Санта-Анны получил приказ остаться в Халапе, а не направляться в Веракрус. В дальнейшем, под командованием Санта-Анны, Де ла Пенья участвует в битве под Тампико, отражая испанское вторжение в Мексику.
В сентябре 1829 года снова написал ряд статей, критикующих мексиканский флот. На этот раз псевдониму он предпочёл подписаться своими инициалами «JEP». По некоторым сведениям, в тот же год Де ла Пенья был переведён под начало генерала Мельчора Мускиса. О его следующих нескольких годах жизни мало что известно. В 1830 году он перенёс заболевание оспой. На следующий год поступил в военный колледж, где изучал арифметику, алгебру, теоретическую геометрию и поверхностную тригонометрию. По окончании обучения, в октябре 1831 года, был отправлен сопровождать группу студентов в Акапулько для прохождения службы на корабле. К месту назначения не поехал, сославшись на плохое здоровье. Впрочем, к концу года прибыл к месту службы на борт корвета «Моралес».
Когда Санта-Анна пришёл к власти в 1833 году, Де ла Пенья попросил о своём переводе в мексиканскую армию в звании подполковника. Ему позволили командовать кавалерийским подразделением, но в ранге капитана. В мае 1833 года его назначают в дипломатическую миссию в Лондоне. И хотя он сам в течение семи лет добивался подобного результата, путешествие в Лондон в его планы не входило, из-за неприязни к английской погоде и языку. Он настойчиво стал добиваться перевода во французское диппредставительство, но не преуспев в этом, отозвал свой запрос и подал рапорт на перевод в Президентскую дивизию. Де ла Пенья перевёлся в неё в декабре 1833 года, но уже мае 1834 года стал просить о направлении в мексиканскую дипломатическую миссию в Соединённых Штатах Америки, в чём ему было отказано.
К началу Техасской революции Де ла Пенья был понижен в звании до лейтенанта, и переведён на должность офицера штаба в элитный батальон Сападорес. Впрочем, к январю 1836 года, когда Мексиканская Армия действий вошла в Техас для подавления революции он уже был адъютантом полковника Франсиско Дуке в Толукском батальоне. Толукский батальон соединился с армией Санта-Анны 4 марта 1836 года, в Сан-Антонио-де-Бехаре, спустя одиннадцать дней после начала осады Аламо. Штурм миссии начался ранним утром 6 марта . Дуке возглавлял одну из четырёх колон штурмующих, и потребовал чтобы Де ла Пенья его сопровождал.  Таким образом, Де ла Пенья оставался на линии огня до тех пор пока Дуке не был ранен, после чего ему пришлось вернуться в тыл, чтобы найти генерала Мануэля Фернандеса Кастрильона и передать ему командование. В дальнейшем, Де ла Пенья для передачи донесений возвращался на линию огня ещё как минимум дважды. Его единственным повреждением был серьёзный ушиб. После битвы за Аламо участия в боевых действиях он не принимал.
После того, как в битве при Сан-Хасинто Санта-Анна был захвачен в плен, Де ла Пенья с остатками мексиканской армии вернулся в Мексику, прибыв в Матаморос 6 июня 1836 года. К этому времени в батальоне Сападорес освободилась вакансия капитана, и Де ла Пенья занял эту должность. Несколько следующих месяцев он посвятил сбору рекомендательных писем о своих действиях во время Техасской кампании от офицеров, воевавших с ним. И получил оные, в том числе от подполковников Ампудья, Амата, Дуке, и даже от генерала Хосе де Урреа, который вообще не участвовал в битве за миссию Аламо.
В декабре 1836 года Де ла Пенья был в Мехико, где он свидетельствовал в расследовании действий генерала Висенте Филисола во время отступления армии их Техаса. Тогда же он пишет серию газетных статей критикующих Филисолу, подписываясь псевдонимом «Патриот Техаса». Филисола знал кто был автором статей, и спустя неделю опубликовал контрвыпад, обращаясь к Де ла Пенье — «Пеньита». На что, тот ответил огромной статьёй, в которой защищал себя, продолжал критиковать Филисолу, кроме того, приложил в качестве доказательств рекомендательные письма, и тогда же обмолвился, о том, что вёл дневник во время пребывания в Техасе.
В апреле 1837 года Де ла Пенье было присвоено звание подполковника. В том же месяце он был направлен в Сонору, под командование генерала Урреа. 7 января 1838 года Де ла Пенья публикует «пламенное воззвание», в котором он призывает свой гарнизон округа Бароекка поддержать свободу и Урреа. На следующей неделе он издаёт подобную прокламацию в «El Cosmopolita», газете города Лос-Аламос. Таким образом Де ла Пенья примыкает к восстанию Урреа, чтобы свергнуть режим Санта-Анны и восстановить действие конституции 1824 года. Он был арестован и брошен в тюрьму Гвадалахары, и в 1839 году с позором разжалован. В 1840 или в 1841 году Де ла Пенья скончался.

## Воспоминания об Аламо
В тюрьме Де ла Пенья продолжает писать мемуары о событиях окружавших его в Техасе, во время революции. Тогда же появляются следующие строки:
Если уж в цивилизованных странах о нас отзываются как о дикарях и убийцах, то в первую очередь генерал Санта-Анна дал повод для таких суждений. В Аламо он отдал приказ казнить нескольких несчастных, что выжили в той катастрофе, и которых генерал Кастрильон представил к помилованию. Среди них был человек, увлекавшийся естественными науками (любовь к которым занесла его в Техас), не верившего как иностранец в свою безопасность здесь и оставшегося в Аламо в момент внезапного появления Санта-Анны.
Эта фраза впервые упоминает казнь выживших защитников Аламо, но не указывает имена казнённых и не свидетельствует о том, что Де ла Пенья был очевидцем. Этот раздел никогда не публиковался, а оригинал рукописи был утрачен. И хотя, рукописная копия сохранилась, из-за отсутствия публикации оригинала трудно установить её подлинность.
В 1955 году Хесус Санчес Гарса издаёт книгу «Техасский бунт — Неизданная рукопись 1836 года офицера Санта-Анны» (исп. «La Rebellion de Texas—Manuscrito Inedito de 1836 por un Ofical de Santa Anna»), основанную на воспоминаниях Де ла Пеньи. Гарса самостоятельно подготовил эту книгу, включавшую дневник, 40 страниц биографии Де ла Пеньи, и 90 страниц дополнительных документов и материалов, включая единственную копию тюремной рукописи Де ла Пеньи. Книга имела незначительное влияние на историческое исследование битвы при Аламо, из-за ограниченного испаноязычного тиража в Мехико, так что большинство исследователей даже не знали о её существовании. В 1975 году издательство Техасского университета A&M выпускает английский перевод книги под названием «С Санта-Анной в Техасе: Собственное изложение революции». Английская публикация вызвала внутри Соединённых Штатов скандал, поскольку утверждала, что национальный герой Дэви Крокетт, легко угадывающийся в строках о «человеке, увлекавшемся естественными науками», погиб не в бою. Историки частично или полностью поставили под сомнение материал книги. Поскольку мексиканский оригинал книги являлся самиздатом, и ни редактор, ни издатель не проверяли факты на достоверность. Гарса так и не объяснил откуда он получил документы, и где они хранились после смерти Де ла Пеньи.
Некоторые историки, включая Билла Гронемана, сочли подозрительным то, что компиляция Гарсы вышла именно в 1955 году, на волне всплеска зрительского интереса к судьбе Крокетта и Аламо, вызванной сериалом Уолта Диснея, вышедшего в то же самое время. Гронеман также указывает, что записи дневника Де ла Пеньи сделаны на разных типах бумаги от нескольких различных производителей бумаги, подрезанных по одному размеру. Историк Джозеф Муссо также сомневается в подлинности, основываясь на времени издания дневников. Тем не менее, Джеймс Крисп, профессор истории Государственного университета Северной Каролины, изучил документы и убеждён, что они подлинные.
В 1998 году оригинальная рукопись, состоящая из двухсот страниц, была продана с аукциона за 387 500 $. Теперь она находится в Центре американской истории университета штата Техас в Остине.

## Сноски
1. ↑  Висенте Филисола — заместитель Санта-Анны на посту главнокомандующего мексиканскими войсками в Техасе.
2. ↑  Техасский университет A&M расположен в городе Колледж-Стейшен, округ Бразос, Техас
3. ↑  Согласно традиционной и общепринятой в США точке зрения — национальный герой Дэви Крокетт погиб в сражении смертью героя.